# Liste der Monuments historiques in Sogny-aux-Moulins
Die Liste der Monuments historiques in Sogny-aux-Moulins führt die Monuments historiques in der französischen Gemeinde Sogny-aux-Moulins auf.

## Liste der Objekte
| Bezeichnung               | Beschreibung                                   | Standort                       | Kennzeichnung | Schutzstatus | Datum | Bild |
| ------------------------- | ---------------------------------------------- | ------------------------------ | ------------- | ------------ | ----- | ---- |
| Skulptur Petrus           | Holz, farbig gefasst, 18. Jahrhundert          | in der Kirche St-Pierre (Lage) | PM51002453    | Inscrit      | 1976  |      |
| Kruzifix                  | Holz, 15. Jahrhundert                          | in der Kirche St-Pierre (Lage) | PM51001063    | Classé       | 1977  |      |
| Skulptur Madonna mit KInd | Holz, farbig gefasst, 18. oder 19. Jahrhundert | in der Kirche St-Pierre (Lage) | PM51003034    | Inscrit      | 1980  |      |